# Strada principale 23
La strada principale 23 è una delle strade principali della Svizzera.

## Percorso
La strada n. 23 è definita dai seguenti capisaldi d'itinerario: "Kirchberg - Burgdorf - Ramsei - Huttwil - Sursee - Beromünster - Reinach - Unterkulm - Suhr - Aarau".